# Аналитический элемент
Аналитический элемент — понятие в комплексном анализе, применяемое для удобства определения аналитического продолжения; оно вводится как упорядоченная пара {\displaystyle (G,f)}, где {\displaystyle G\subset \mathbb {C} } — некоторая односвязная область, а {\displaystyle f} — аналитическая в этой области функция.
Аналитические элементы {\displaystyle (G_{1},f_{1})} и {\displaystyle (G_{2},f_{2})} называются аналитическим продолжением друг друга, если {\displaystyle G_{1}\cap G_{2}\neq \emptyset } и на {\displaystyle \Delta } — одной из связных компонент множества {\displaystyle G_{1}\cap G_{2}} — выполняется тождественное равенство {\displaystyle f_{1}\equiv f_{2}}. Приведенное в таком виде определение в случае односвязности {\displaystyle \Delta } полностью совпадает с понятием аналитического продолжения для функций. Однако в чистом виде аналитические элементы применяются достаточно редко, в основном используется их частный случай — канонический элемент.
Канонический элемент с центром в точке {\displaystyle z_{0}\in \mathbb {C} } — аналитический элемент вида {\displaystyle (K,f)}, где {\displaystyle f} — аналитическая в {\displaystyle z_{0}} функция, а {\displaystyle K} — круг сходимости ряда Тейлора функции {\displaystyle f} в этой точке.